# رقعة صويلح (طور الباحة)

تعديل مصدري - تعديل

رقعة صويلح هي إحدى قرى عزلة طور الباحة بمديرية طور الباحة التابعة لمحافظة لحج، بلغ تعداد سكانها 7 نسمة حسب تعداد اليمن لعام 2004.